# سیارک ۴۴۸۱
سیارک ۴۴۸۱ (به انگلیسی: 4481 Herbelin، نامگذاری:1985RR) چهار هزار و چهارصد و هشتاد و یکمین سیارک کشف شده‌است که در ۱۴ سپتامبر ۱۹۸۵ کشف شد.
قدر مطلق سیارک برابر ۱۴٫۰۰ است.